# Dendrelaphis hollinrakei
Dendrelaphis hollinrakei är en ormart som beskrevs av Lazell 2002. Dendrelaphis hollinrakei ingår i släktet Dendrelaphis och familjen snokar. Inga underarter finns listade i Catalogue of Life.
Arten förekommer endemisk på ön Shek Kwu Chau framför Hongkong. Den är känd från ett enda exemplar som hittades mellan 1971 och 1984 av Dr. Barrie Hollinrake. Två studier fick resultatet att individen föreställer en innan okänd art. Andra studier hade uppfattningen att den är identisk med Dendrelaphis pictus eller Dendrelaphis subocularis.
Ifall framtida studier kan bekräfta att Dendrelaphis hollinrakei är en art som har den troligtvis samma levnadssätt som de två andra arterna. IUCN listar arten med kunskapsbrist (DD).